# Justin Kozlowski
Justin Kozlowski (* 1811 in Polen; † nach 1869) fotografierte die Eröffnungsfeierlichkeiten des Suezkanals in Port Said am 16. November 1869.

## Biographie
Justin Kozlowski emigrierte in den 1830er Jahren nach Frankreich und lebte zwischen 1841 und Dezember 1851 in La Rochelle. Er war römisch-katholisch, verheiratet und hatte keine Nachkommen. In einer Auflistung polnischer Flüchtlinge ist sein Beruf mit „Imprimeur“, also Drucker, angegeben.

## Kozlowski als Fotograf bei der Eröffnung des Suezkanals 1869
Justin Kozlowski weilte nur wenige Jahre in Ägypten und die Aufnahmen rund um den Suezkanal sind seine einzigen bekannten fotografischen Arbeiten. Er tritt weder davor noch danach als Fotograf in Erscheinung. Perez konnte für das Buch „Focus East“ in Ägypten keine weiteren Informationen zu Kozlowski auffinden, ebenso wenig wie Juliusz Garztecki, der im Familienarchiv von Stanislaw Janicki Albuminabzüge Kozlowskis entdeckte. Der polnische Ingenieur Janicki überwachte die Grabungen zwischen Port Said und Ismailia, wofür er polnische Arbeiter anheuerte. Die Vermutung liegt nahe, dass der gebürtige Pole Kozlowski von Janicki engagiert wurde. Dies wäre nicht außergewöhnlich, denn auch andere Unternehmen beauftragten Fotografen, um ihre Leistungen ins rechte Bild zu rücken.

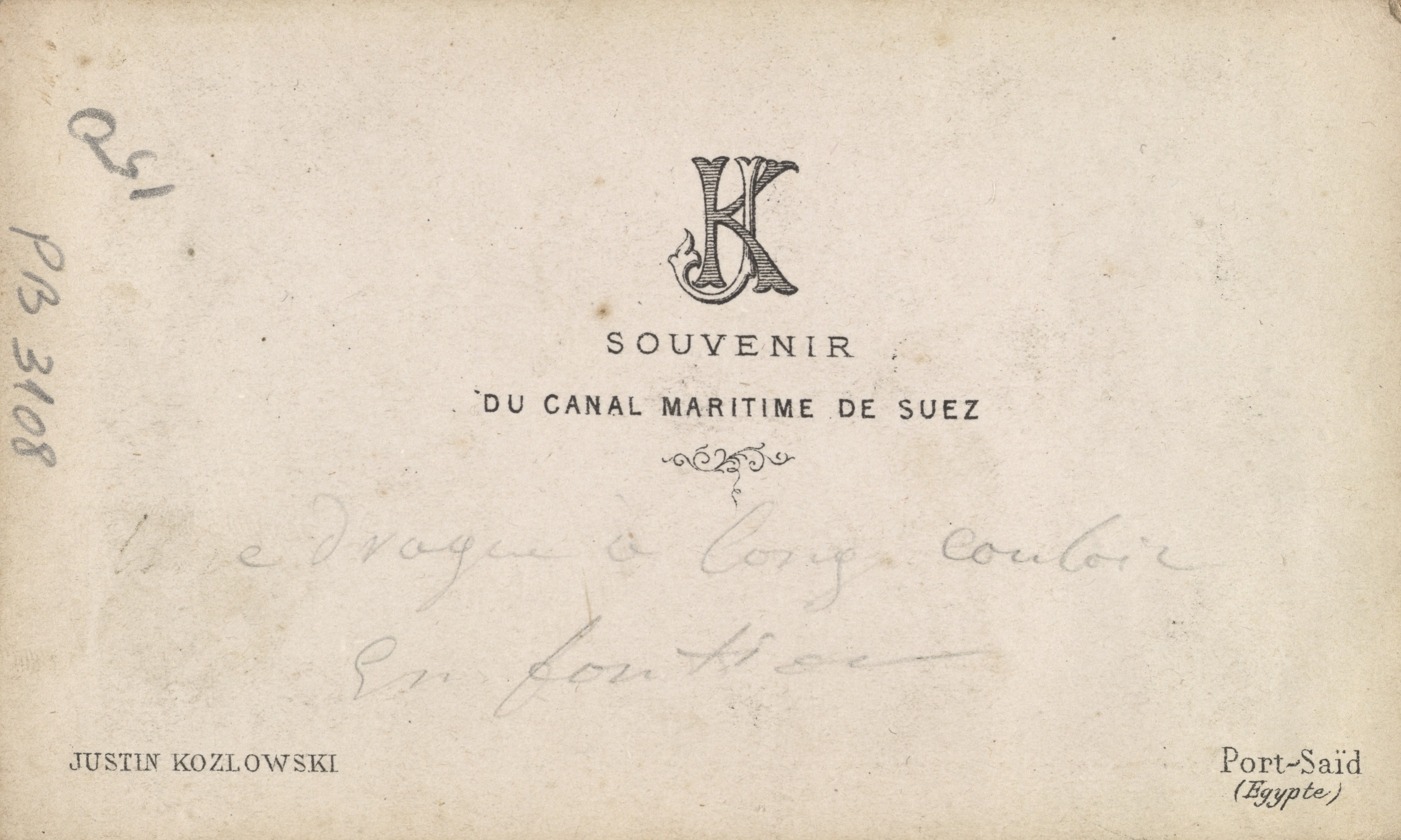
Initiale von Kozlowski und Titel "Souvenir du canal maritime" auf der Rückseite einer Fotografie im Carte-de-visite-Format

Es bleibt unklar  wo Kozlowski seine fotografischen Kenntnisse erlernte. Er wendet das damals übliche nasse Kollodiumverfahren an; Signatur und Beschriftung am Negativ sowie die Anbringung seiner Initialen und den Titel „Souvenir du canal maritime de Suez“ auf der Rückseite der Albuminabzüge im Carte-de-visite-Format lassen auf ein Atelier und Vertrieb in größerer Auflage schließen.

### Aufnahmen der Einweihungszeremonie am 16. November 1869

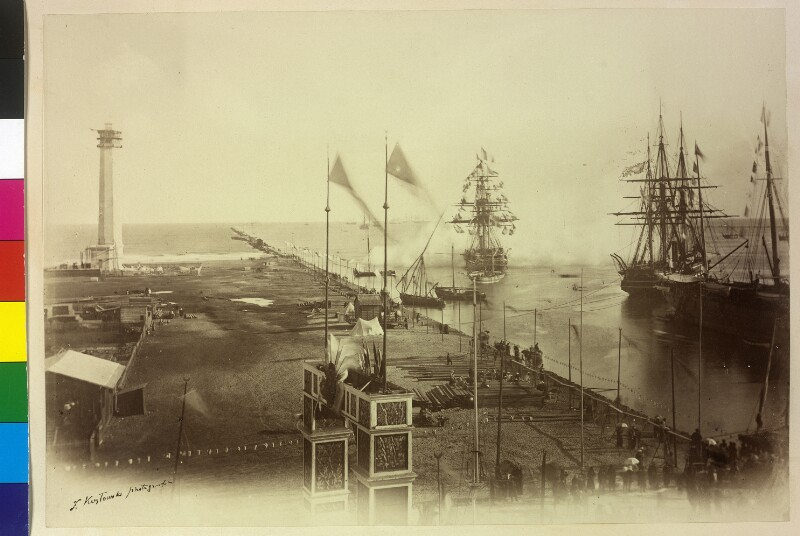
Eröffnung des Suezkanals in Port Said am 16. November 1869

Der festliche Eröffnungsreigen startete am 16. November 1869 in Port Said mit der geistlichen Einweihungszeremonie und endete zwei Tage später mit einem rauschenden Ball in Ismailia. Am Quai Eugenie – benannt nach der französischen Kaiserin – wurden drei Tribünen errichtet. Während feststeht, dass die Eröffnungszeremonie von durch die Compagnie beauftragten Malern festgehalten wurde, konnte ein offizieller Auftrag von Fotografen bisher nicht nachgewiesen werden.

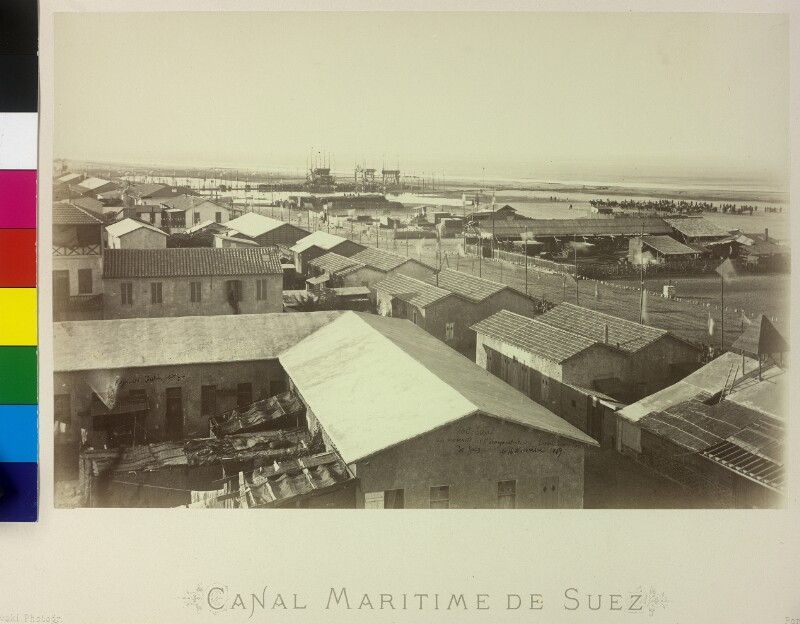
Eröffnungszeremonie in Port Said am 16. November 1869

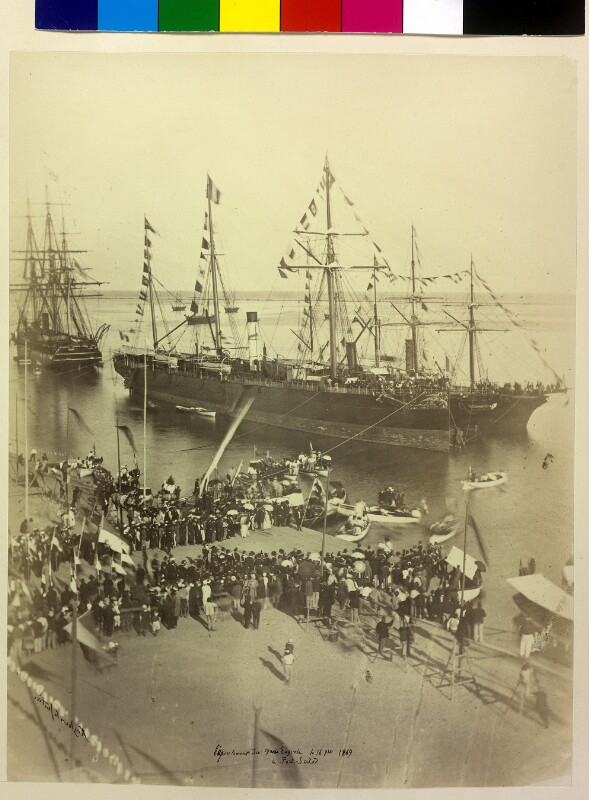
Eröffnung des Suezkanals in Port Said am 16. November 1869

Justin Kozlowski hielt das Geschehen während der Feier von einem erhöhten Standpunkt aus einiger Entfernung fest, vermutlich ohne Auftrag. Es ist zu erkennen, dass sich die geladenen Gäste um die Tribünen drängten, währenddessen Schaulustige den beflaggten Weg zum Festgelände säumten. Kozlowskis Aufnahme gibt einen Eindruck des sumpfigen Gebiets rund um den Platz, wo sich ebenso Zuschauer zu Pferd und Kutsche einfanden. Die Stadt war mit den Bauarbeiten aus dem Nichts entstanden und dementsprechend unfertig präsentierte sich das Stadtbild Ende 1869. Nach einem Rundgang berichtete der österreichische Kaiser Franz Joseph über „lauter breite Gassen, in denen man tief im Sand watet und in der die meisten Häuser ebenerdig und zum Theile von Holz sind“.